# Juncus himalensis
Juncus himalensis är en tågväxtart som beskrevs av Johann Friedrich Klotzsch. Juncus himalensis ingår i släktet tåg, och familjen tågväxter. Inga underarter finns listade i Catalogue of Life.